# Deportivo Santa Ana
Deportivo Santa Ana is een Spaanse voetbalclub. Thuisstadion is het Polideportivo Santa Ana in Madrid. Het team speelt sinds 2007/08 in de Preferente.

## Historie
Santa Ana speelt voor het eerst in de Tercera División in 1990/91, maar degradeert al na een jaar. Vervolgens keert de ploeg weer terug in 1992. Vanaf dat moment gaat het in één keer heel snel met de club, in 1995 wordt via een kampioenschap en play-offs de Segunda División B bereikt. De club blijkt daar echter een maatje te klein voor te zijn en na een jaar keert het weer terug via een laatste, 20e, plaats. Vervolgens draait de club vanaf 1996/97 een divisie lager redelijk bovenin mee in de eerste jaren, daarna gaat het minder en in het seizoen 2006/07 degradeert het weer naar de Preferente.

## Gewonnen prijzen
- Tercera División: 1994/95

RSD Alcalá ·
Alcobendas ·
AD Alcorcón B ·
Real Aranjuaz CF ·
Atlético de Pinto · 
RCD Carabanchel ·
AD Complutense Alcalá ·
CD El Álamo ·
Flat Earth FC ·
CD Leganés B ·
ED Moratalaz ·
Móstoles CF ·
CD Móstoles URJC · 
AD Parla ·
Pozuelo ·
Rayo Vallecano B ·
San Fernando · 
DAV Santa Ana ·
AD Torrejón CF ·
CF Trival Valderas ·
AD Unión Adarve ·
FC Villanueva del Pardillo ·
SAD Villaverde San Andrés